# Montreux II
Albums de Bill Evans
You're Gonna Hear From Me The Bill Evans album
Montreux II est un album du pianiste de jazz Bill Evans paru en 1971.

## Historique
Cet album, produit par Helen Keane, a été initialement publié en 1971 par CTI Records (6004). Il a été enregistré en public, le 19 juin 1970, au casino de Montreux (Suisse) dans le cadre du Festival de Jazz de Montreux.

## Titres de l’album
| No | Titre                        | Auteur                                   | Durée |
| -- | ---------------------------- | ---------------------------------------- | ----- |
| 1. | Introduction par Claude Nobs |                                          | 1:12  |
| 2. | Very Early                   | Bill Evans                               | 5:10  |
| 3. | Alfie                        | Burt Bacharach, Hal David                | 5:05  |
| 4. | 34 Skidoo                    | Bill Evans                               | 5:20  |
| 5. | How My Heart Sings           | Earl Zindars                             | 3:55  |
| 6. | Israel                       | John Carisi                              | 4:08  |
| 7. | I Hear a Rhapsody            | Dick Gasparre, George Fragos, Jack Baker | 5:30  |
| 8. | Peri's Scope                 | Bill Evans                               | 5:30  |

## Personnel
- Bill Evans : piano
- Eddie Gómez : contrebasse
- Marty Morell : batterie

## Note
1. ↑  Creed Taylor dirigeait le label CTI, mais c'est Helen Keane qui a produit le présent album.
2. ↑  On trouvera un transcription de cette version de Peri's Scope(thème et improvisation) dans Bill Evans 3 : 3rd book in a series of Bill Evans originals recorded by his trio. TRO, circa 1975